# Tower Block
Tower Block és una pel·lícula de thriller britànica del 2012 dirigida per James Nunn i Ronnie Thompson com a debut com a director, i escrita per James Moran. La pel·lícula és protagonitzada per Sheridan Smith, Jack O'Connell, Ralph Brown i Russell Tovey i inclou residents d'un bloc d’apartaments objectiu d’un franctirador invisible després de presenciar l'assassinat d'un adolescent. Tower Block es va estrenar al Regne Unit el 21 de setembre de 2012 i també va ser la pel·lícula de cloenda del 2012 FrightFest Film Festival.

## Argument
Una nit a Londres, el jove de 15 anys Jimmy (Ralph Laurila) corre per una urbanització demanant ajuda als transeünts. Tothom l'ignora. Entra al condemnat Tower Block 31 i troba el seu camí cap a la planta superior, que és l'única planta que encara està habitada mentre els llogaters esperen ser reallotjament. Truca a les portes mentre apareixen els dos emmascarats que l'han perseguit. L'única persona que l'ajuda és la treballadora d'oficina Becky (Sheridan Smith), però és colpejada a terra i ell és arrossegat. L'endemà al matí, el detectiu Devlin (Steven Cree) fa investigacions porta a porta sobre l'assassinat de la nit anterior, ja que s'ha trobat el cos del nen. Ningú li parlarà; ni tan sols la Becky, que afirma que les seves ferides són el resultat d'un agressor.
Tres mesos després, la Becky es desperta al seu pis al costat del seu company Ryan (Jamie Thomas King), amb qui ha tingut una aventura d'una nit després d'una festa d'oficina. Mentre esmorzen, Ryan rep un tret al cap de sobte per la finestra. Becky fuig al passadís, juntament amb els altres residents, ja que tots els pisos han estat objectiu: la jove parella Amy (Loui Batley) i Jeff (Michael Legge); Carol (Julie Graham) i el seu fill adolescent, addicte als jocs d'ordinador, Daniel (Harry McEntire); la mare soltera chav Jenny (Montserrat Lombard); l'antic soldat de mitjana edat Neville (Ralph Brown) i la seva dona Violet (Jill Baker); els petits traficants de drogues Gary (Nabil Elouahabi) i Mark (Kane Robinson); l’alcohòlic solitari Paul (Russell Tovey); i el violent criminal Kurtis (Jack O'Connell), que extorsiona diners de protecció als seus veïns. Amy, Jeff i Mark estan ferits. Així com Ryan, el marit de Carol, Brian, i els dos fills de Jenny, ja han estat assassinats pel franctirador. L'Amy sucumbeix massa aviat a les seves ferides malgrat els millors esforços de la Violet, que és un socorrista. Els telèfons i Internet han deixat de funcionar. Les parets i les portes estan cobertes per cartells casolans amb tres emoticones. Daniel, que s'ha assabentat d'aquestes coses amb els jocs d'ordinador, diu que el franctirador sap el que fa i que està fent servir un rifle militar de gran potència.
L'escala d'incendis està exposada als trets del franctirador, de manera que obliguen a obrir la porta de l'ascensor. Tanmateix, està atrapat amb una escopeta, que mata a Jeff. La Becky, el Kurtis i el Paul baixen per l'eix de l'ascensor, però descobreixen que la porta de sortida de la planta baixa ha estat bloquejada amb un contenidor i tornen al pis superior. La Jenny suggereix que els emoticones simbolitzen els tres micos savis i que el franctirador els està apuntant perquè van deixar que matessin Jimmy i es van negar a parlar-ne amb la policia. Després entra al seu pis per ser assassinada a trets al costat dels seus fills.
El més gran dels cartells s'ha enganxat a la porta del pis ocupat per Gary i Mark. Kurtis els obliga a admetre que van ser els dos emmascarats que van perseguir i van colpejar en Jimmy perquè els havia retingut diners després que l'utilitzessin com a missatger de la droga; diuen que no volien matar-lo. Tanmateix, Kurtis els obliga a entrar al pis on el franctirador els mata a tots dos.
Creient que ara poden marxar perquè els assassins de Jimmy han mort, Carol corre per l'escala de bombers, seguida per Daniel. El franctirador els deixa arribar a terra i després els mata a tots dos. Ara és obvi que té la intenció d'executar-los a tots per negar-se a ajudar la policia. Els supervivents porten dos dies atrapats. Elaboren un pla per lligar totes les mànegues de bombers de l'edifici i perquè un d'ells pugi a terra des del terrat de l'altre costat, on el franctirador no pot veure. Paul s'ofereix per anar-hi. La Violet obre la porta del terrat i és assassinada per una altra escopeta trampa. La Becky, el Kurtis i el Paul pugen al terrat i asseguren les mànegues, i en Paul comença a baixar. Tanmateix, el franctirador dispara la part superior de la mànega fins que es trenca, i Paul cau a mort. Becky i Kurtis amb prou feines aconsegueixen tornar a dins.
Com a acte final de desesperació, els tres supervivents calen foc a l'últim pis, amb l'esperança que algú vegi el foc i avisi els serveis d'emergència. A continuació, baixen per l'eix de l'ascensor. Kurtis cau i es trenca una cama. El promotor immobiliari Kevin (Christopher Fulford) i el seu assistent Eddie (Tony Jayawardena) arriben i detecten les flames, però abans que puguin trucar als bombers, l'home armat els dispara a tots dos a curta distància. Després entra a l'edifici després de llançar una granada de fum. La Becky surt furtivament i troba una pistola de claus a la camioneta de Kevin. Amb això, els tres supervivents aconsegueixen sotmetre l'home armat i treure-li la màscara, només per descobrir que és DC Devlin, que s'ha trencat després de la manca d'assistència sense fi en els casos que investiga. Després d'una lluita, la Becky el mata amb la pistola de claus i els supervivents surten amb el so de les sirenes que s'acosten.

## Repartiment
- Sheridan Smith com a Becky
- Jack O'Connell com a Kurtis
- Ralph Brown com a Neville
- Russell Tovey com a Paul
- Jill Baker com a Violet
- Loui Batley com a Amy
- Steven Cree com DC Devlin
- Nabil Elouahabi com a Gary
- Christopher Fulford com a Kevin
- Julie Graham com a Carol
- Tony Jayawardena com a Eddie
- Jamie Thomas King com a Ryan
- Ralph Laurila com a Jimmy
- Michael Legge com a Jeff
- Montserrat Lombard com a Jenny
- Jordan Long com Ormond
- Harry McEntire com a Daniel
- Kane Robinson com a Mark
- James Weber Brown com a Brian
- Caroline Artiss com a Liz

## Recepció crítica
L'agregador de crítica de cinema Rotten Tomatoes informa d'una puntuació del 47% basada en 17 ressenyes, amb una mitjana ponderada de 5/10. Simon Crook d’Empire va puntuar la pel·lícula amb un 3 sobre 5, afirmant: "Un escenari inusual i desagradable per a un thriller que ofereix amb una senzillesa brutal", Sky Cinema també li dóna un 3 sobre 5, i Phelim O'Neill de The Guardian 2 de 5, que va escriure que: "No és una mala idea per a una pel·lícula, però el que obtenim està poc cuinat, amb una lògica pobra i un ritme encara més pobre que conspira per evitar que es creï una tensió tan necessària." Jordan Mintzer de The Hollywood Reporter va escriure des del Festival Internacional de Cinema de Berlín: "Compensant el seu escenari d'alt concepte/poca capacitat intel·lectual amb algunes seqüències d'acció enginyoses i actuacions enèrgiques, aquest debut a la direcció força prometedor del duo James Nunn i Ronnie Thompson hauria d'excloure’s en festivals de gènere i sortides complementàries a tot el món." Allan Hunter del Daily Express "No sembla una gran premissa, però això és sorprenentment tens i implicant gràcies a la realització de pel·lícules amb recursos i una actuació atractiva." Terry Mulcahy de Film4 va afirmar que, "Malgrat la seva relativa simplicitat, Tower Block ofereix un cop que s'experimenta millor, així que allunyeu-vos de spoilers!" heDD Magazine va revisar la pel·lícula, afirmant que és "Fàcilment la millor pel·lícula britànica del 2012" , amb el Sunday Times, Starburst i Box Office Buzz que li atorguen 4 de 4 estrelles, i Box Office Buzz afirma que és un "brutal viatge de suspens i tensió."

## Premis
Va guanyar el premi Premi Méliès d'argent al millor llargmetratge (Panorama) al XLV Festival Internacional de Cinema Fantàstic de Catalunya.